# Violator (álbum)
Violator é o sétimo álbum de estúdio do Depeche Mode, lançado em 19 de março de 1990, produzido pela banda em parceria com Flood, que já produziu álbuns como o The Joshua Tree, do U2.
Esse disco é lembrado como a obra-prima da banda, um dos mais importantes da música eletrônica e um dos melhores da história, com uma variedade de músicas muito bem aproveitada, arranjos diferentes e inspirados com uma composição sólida de ambas letras e harmonia.
O álbum foi a maior de todas as transformações sonoras da banda, abandonando o synthpop e samplers dos anos 80 e se dedicando a sintetizadores analógicos, assim fazendo músicas de dance-rock. Pela primeira vez é usada uma bateria acústica, tocada por Alan Wilder na faixa Sweetest Perfection. Entrementes, é um dos mais influentes álbuns do Depeche Mode, inspirando bandas como Pet Shop Boys e Smashing Pumpkins.
Nunca um álbum de música eletrônica havia causado tanto frísson e alcançado tamanha popularidade assim desde Music for the Masses (também do DM) e Power, Corruption and Lies do New Order. Todos os seus singles fizeram um enorme sucesso e se tornaram clássicos instantâneos do grupo. É um álbum chave na história da música eletrônica, já que no mesmo ano a dance music explodiria no mundo todo, com Depeche Mode quase pastoreando o fenômeno.
O álbum estreou em 7° lugar na Billboard 200, com uma noite de autógrafos marcada para o dia do lançamento em uma livraria em Nova York. Porém, mais de 17.000 fãs apareceram, 10 vezes mais que o esperado; logo, o evento teve que ser cancelado.
Vendeu 13,5 milhões de cópias de acordo com cálculos atualizados feitos pela gravadora Mute Records (é triplo platina tanto nos Estados Unidos quanto no Reino Unido)[carece de fontes?] e recebeu uma versão remasterizada, incluindo DVD com vídeoclipes e documentário em 2006.
Este álbum é mencionado no livro 1001 Albums You Must Hear Before You Die.

## Singles
"Personal Jesus" virou uma mania no mundo todo e é constantemente colocada entre as melhores de todos os tempos, como um importante single, best-seller e uma faixa de ótima qualidade. Tem uma batida blues, energia contagiante e fortíssima composição.
O mega hit do álbum, na verdade, é "Enjoy the Silence", uma das mais populares músicas (senão a mais popular) do Depeche Mode e colocada como uma das mais importantes da música eletrônica, ao lado de "Bizarre Love Triangle" do New Order, Blue Monday também do New Order, "Robots" do Kraftwerk e "West End Girls", dos Pet Shop Boys. Com sua bela melodia e emoção, entrou pro Top 10 na Billboard US Hot 100 e liderou rádios alternativas por três semanas consecutivas.[carece de fontes?]
"Policy of Truth", uma das mais dançantes, elogiadas, preferidas da banda e bem vendidas do álbum também fez um sucesso enorme nas rádios alternativas e pistas de dança, quase liderando ambas simultâneamente. Entrou pro Top 20 na US Hot 100 e liderou rádios alternativas por uma semana.
"World in My Eyes" também é lembrada com carinho por fãs e integrantes, por causa da sua batida criativa e letra fácil de entender. É claramente uma faixa feita para dançar.

## Faixas
Todas as faixas escritas e compostas por Martin L. Gore. 
| Edição standard |                         |                                                                            |         |  |
| N.º             | Título                  | Nota                                                                       | Duração |  |
| 1.              | "World in My Eyes"      |                                                                            | 4:26    |  |
| 2.              | "Sweetest Perfection"   | Faixa interpretada por Martin Gore.                                        | 4:43    |  |
| 3.              | "Personal Jesus"        |                                                                            | 4:56    |  |
| 4.              | "Halo"                  |                                                                            | 4:30    |  |
| 5.              | "Waiting for the Night" |                                                                            | 6:07    |  |
| 6.              | "Enjoy the Silence"     | "Interlude #2 – Crucified" – 1:52 (começa em 4:21)                         | 6:12    |  |
| 7.              | "Policy of Truth"       |                                                                            | 4:55    |  |
| 8.              | "Blue Dress"            | Faixa interpretada por Martin Gore. "Interlude #3" – 1:23 (começa em 4:18) | 5:41    |  |
| 9.              | "Clean"                 |                                                                            | 5:28    |  |
| Duração total:  | Duração total:          | Duração total:                                                             | 47:02   |  |

## Posição nas paradas musicais
| Parada (1990)                         | Melhor posição |
| ------------------------------------- | -------------- |
| Austrália (ARIA)                      | 42             |
| Áustria (Ö3 Austria Top 40)           | 4              |
| Bélgica (IFPI)                        | 1              |
| Países Baixos (Dutch Charts)          | 17             |
| Europa Top 100 (Music & Media)        | 3              |
| Finlândia (Suomen virallinen lista)   | 7              |
| França (SNEP)                         | 1              |
| Alemanha (Offizielle Deutsche Charts) | 2              |
| Grécia (IFPI)                         | 1              |
| Itália (Musica e dischi)              | 6              |
| Japão (Oricon)                        | 46             |
| Nova Zelândia (RMNZ)                  | 28             |
| Noruega (VG-lista)                    | 12             |
| Espanha (AFYVE)                       | 1              |
| Suécia (Sverigetopplistan)            | 6              |
| Suíça (Schweizer Hitparade)           | 2              |
| Reino Unido (UK Albums Chart)         | 2              |
| Estados Unidos (Billboard 200)        | 7              |

| Parada (2013)    | Melhor posição |
| ---------------- | -------------- |
| Hungria (MAHASZ) | 27             |

| Parada (2017)                            | Melhor posição |
| ---------------------------------------- | -------------- |
| Polónia (ZPAV)                           | 22             |
| Estados Unidos (Dance/Electronic Albums) | 22             |

| Parada (1990)                  | Posição |
| ------------------------------ | ------- |
| Áustria (Ö3 Austria)           | 18      |
| Canadá (RPM)                   | 16      |
| Europa (Music & Media)         | 5       |
| Alemanha (Offizielle Top 100)  | 10      |
| Reino Unido (OCC)              | 39      |
| Estados Unidos (Billboard 200) | 17      |